# Phatsaphon Choedwichit
Phatsaphon Choedwichit (thailändisch พัศพล เฉิดวิจิตร, * 28. September 1997 in Bangkok), auch als Bass bekannt, ist ein thailändischer Fußballspieler.

## Karriere
Phatsaphon Choedwichit stand bis Mai 2018 bei Air Force United unter Vertrag. Wo er vorher gespielt hat, ist unbekannt. Der Verein aus der thailändischen Hauptstadt Bangkok spielte in der ersten Liga, der Thai League. Von Juli 2018 bis Ende Juni 2019 war er vertrags- und vereinslos. Am 25. Juni 2019 unterschrieb er einen Vertrag beim Zweitligisten Police Tero FC. Mit dem Klub aus der Hauptstadt wurde er am Saisonende Vizemeister und stieg in die erste Liga auf. Am 1. Januar 2021 wechselte er bis Saisonende zum Drittligisten Wat Bot City FC nach Phitsanulok. Mit Wat Bot spielte er in der Northern Region der dritten Liga. Samut Prakan City FC, ein Erstligist aus Samut Prakan, nahm ihn am 1. Juni 2021 unter Vertrag. Sein Erstligadebüt gab Phatsaphon Choedwichit am 17. September 2021 (3. Spieltag) im Heimspiel gegen Bangkok United. Hier stand er in der Startelf und wurde in der 70. Minute gegen Saksit Jitwichan ausgewechselt. Samut Prakan gewann das Spiel 3:1. Am Ende der Saison 2021/22 belegte er mit Samut den vorletzten Tabellenplatz und musste somit in die zweite Liga absteigen. Nach dem Abstieg verließ er den Verein und schloss sich dem Zweitligisten Customs United FC an. In der Hinrunde 2022/23 stand er dreimal für den Bangkoker Verein in der zweiten Liga auf dem Spielfeld. Zur Rückrunde wechselte er im Januar 2023 zum ebenfalls in der zweiten Liga spielenden Raj-Pracha FC. Am Ende der Saison musste er mit dem Verein den Weg in die dritte Liga antreten. Für Raj-Pracha bestritt er drei Ligaspiele. Nach dem Abstieg wurde sein Vertrag nicht verlängert. Die Saison 2023/24 stand er bei keinem Verein unter Vertrag. Im Sommer 2024 nahm ihn der Drittligist VRN Muangnont FC unter Vertrag. Mit dem Verein aus der Provinz Ayutthaya spielt er in der Western Region der Liga.